# Melbeck
Melbeck ist eine Gemeinde in der Samtgemeinde Ilmenau im Landkreis Lüneburg in Niedersachsen. Sie ist Verwaltungssitz der Samtgemeinde Ilmenau.

## Politik

### Wahlkreiszugehörigkeit
Die Gemeinde Melbeck gehört zum Landtagswahlkreis 48 Elbe und zum Bundestagswahlkreis 38 Lüchow-Dannenberg – Lüneburg.

### Gemeinderat
Der Gemeinderat von Melbeck hat einschließlich des Bürgermeisters 15 Mitglieder. Die Ratsmitglieder werden durch eine Kommunalwahl für jeweils fünf Jahre gewählt.
| Bei der Kommunalwahl 2021 ergab sich folgende Sitzverteilung: - SPD – 4 Sitze - CDU – 3 Sitze - UWI – 3 Sitze - BLI – 2 Sitze - Grüne – 2 Sitze - FDP – 1 Sitz (Stand: Kommunalwahl am 12. September 2021) | Gemeinderatswahl 2021Wahlbeteiligung: 59,28 % 3020100 28,0 %19,7 %16,0 %15,1 %14,2 %4,4 %2,7 % SPDCDUUWIcBLIdGrüneFDPFWAnmerkungen:c Unabh. Wählergemeinschaft Ilmenaud Bürgerliste Ilmenau |

## Straßen
Die stark befahrene Bundesstraße 4 führt zu den Städten Lüneburg und Uelzen. Die rund 19.100 Pkw und 1500 Lkw pro Werktag mindern die Lebensqualität der angrenzenden Quartiere. Dort hofft man auf den baldigen Bau der Bundesautobahn 39, die unter anderem mit dem Ziel errichtet werden soll, Ortsdurchfahrten zu entlasten.
Darüber hinaus ist Melbeck durch die Kreisstraßen 7, 10 und 33 direkt mit allen anderen Mitgliedsgemeinden verbunden.

## Öffentlicher Personennahverkehr
Zwischen 1913 und 1977 wurde der Bahnhof Melbeck-Embsen an der Bahnstrecke Lüneburg–Soltau im Personenverkehr bedient. Heute findet auf der Strecke nur noch Güter- und Museumsverkehr statt. Der Ortsteil Melbeck-Bahnhof liegt vom Ortskern etwa 1,5 km entfernt. 1928 wurde eine private Buslinie Lüneburg–Melbeck eingerichtet, die 1930 an die Kleinbahn überging und über Kolkhagen bis Barnstedt verlängert wurde. Nach dem Krieg kam eine Bahnbus-Linie Lüneburg–Melbeck–Uelzen hinzu; später wurde die Linie Lüneburg–Barnstedt um eine Ringführung über Embsen und Heinsen erweitert.
Melbeck befindet sich heute an der südlichen Grenze des Hamburger Verkehrsverbundes, der Melbeck mit vier Linien erschließt. Diese bieten Anschluss an alle Nachbargemeinden sowie zum nahegelegenen Lüneburg mit Endstation Lüneburg ZOB unter anderem mit Übergang zum Regional- und Fernverkehr der Bahnstrecke Lehrte–Hamburg-Harburg und Bahnstrecke Lübeck–Lüneburg sowie zu weiteren Buslinien. Des Weiteren betreibt die KVG Stade mehrmals täglich eine weitere Linie, die Melbeck mit der Gemeinde Bienenbüttel und dem dortigen Bahnhof mit Regionalverkehr anbindet und die Möglichkeit zum Umstieg in weitere Buslinien bietet.

## Bildung
In Melbeck gibt es einen Kindergarten und eine Grundschule (Ebstorfer Straße). Außerdem befindet sich dort das private Gymnasium Lüneburger Heide (Schützenstraße). Durch den Ort zieht sich ein Modell des Sonnensystems im Maßstab 1 : 1 Milliarde, der GLH-Planetenweg.

## Freizeit
In Melbeck gibt es mehrere Sportvereine, dazu zählen der SV Ilmenau von 1923 e. V. mit drei Naturrasenplätzen für Fußball sowie einem Fitnesscenter und einem Vereinsheim, am Standort in Melbeck. Weitere Sportarten werden im benachbarten Deutsch-Evern angeboten. Der Schützenverein Melbeck und Umgegend von 1921 e. V. verfügt über zwei Schießanlagen sowie eine Bogenschießanlage. An der Ilmenau befindet sich der Campingplatz und das Feriendorf Melbeck mit Zeltplätzen, Wohnwagen- und Wohnmobilplätze sowie einem Kanuverleih mit Bootsanleger. Die Freiwillige Feuerwehr Melbeck hat an der B 4 ein Feuerwehrhaus.

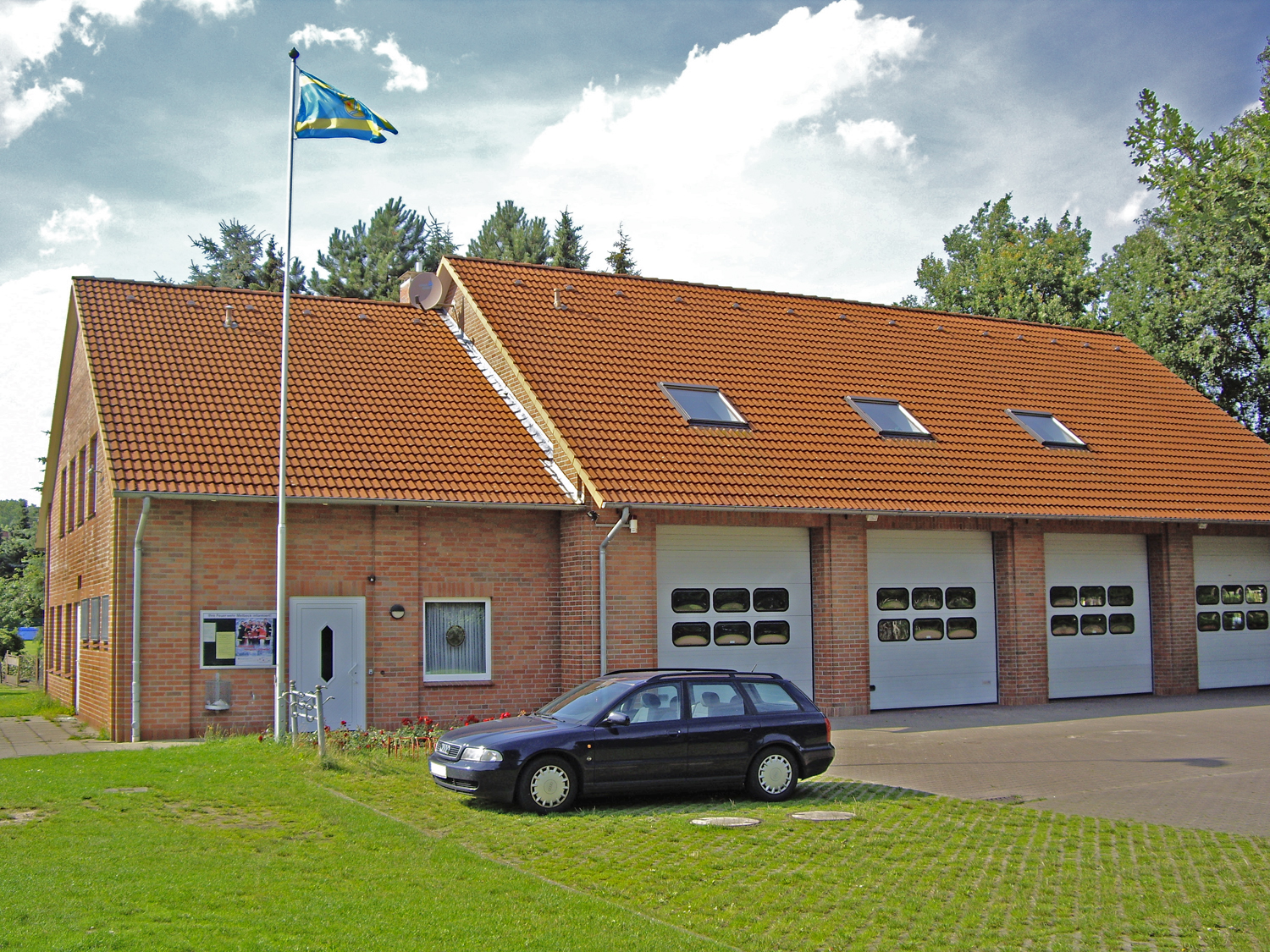
Freiwillige Feuerwehr
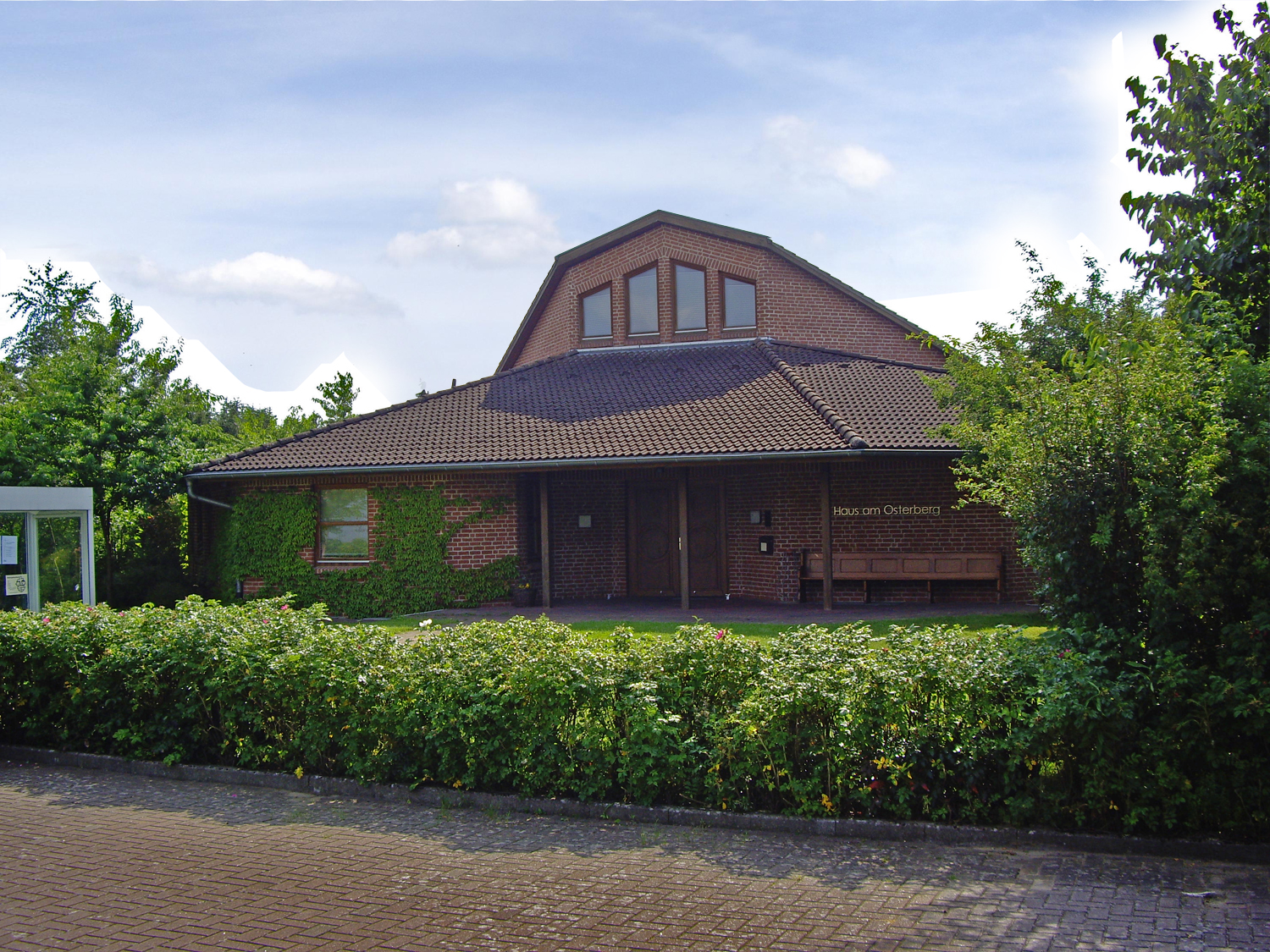
Haus am Osterberg (evangelisches Gemeindezentrum)
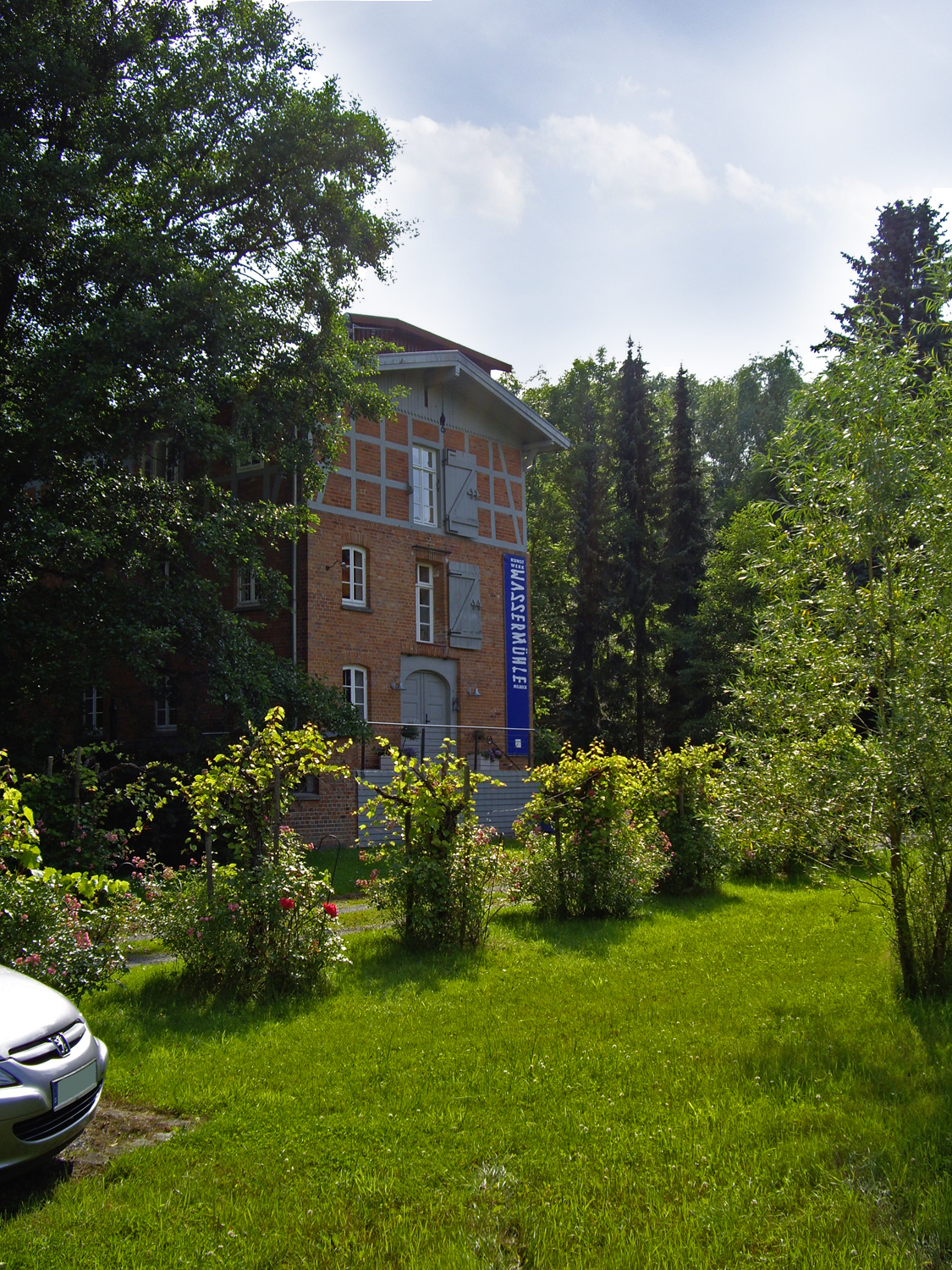
Kunstwerk Wassermühle
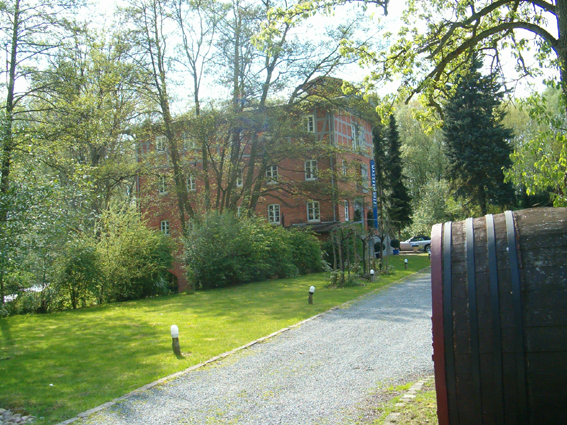
Wassermühle

## Nachbargemeinden
| Häcklingen / Rettmer 3,1 km / 4,5 km  | Lüneburg 4,4 km                             | Deutsch Evern 1,3 km                     |
| Embsen 0,0 km                         | Kompassrose, die auf Nachbargemeinden zeigt |                                          |
| Kolkhagen / Barnstedt 2,2 km / 5,0 km | Bardenhagen / Eitzen I 4,2 km / 5,0 km      | Grünhagen / Bienenbüttel 2,4 km / 4,3 km |

## Söhne und Töchter des Ortes
- Wilhelm Matthies (1867–1934), Architekt und Baumeister
- Hermann Hahn (1907–1990), Politiker (DP/CDU), Abgeordneter des Niedersächsischen Landtages
- Bernd Rother (* 1954), Historiker